# فندق تماني المارينا
فندق تماني مارينا هو فندق مكون من 55 طابقًا في دبي، الإمارات العربية المتحدة 

## حول
الفندق موجه للعائلات ويأتي الفندق ضيوف من دول مثل كازاخستان وأذربيجان. روج الفندق لنفسه على أنه يقدم "تجربة تسوق". زادت أعداد ضيوفه بنسبة 5٪ بين عامي 2012 و2013.
يقع الفندق مباشرة مقابل مرسى دبي ونادي اليخوت. يضم البرج المكون من 55 طابقًا والمبني من الفولاذ والزجاج 245 شقة بغرفة نوم. تم تزيين مكان الإقامة على الطراز العربي المعاصر. تشمل المرافق حمامات سباحة خارجية وداخلية وصالة رياضية ونادي صحي كامل مع ساونا ومنتجع صحي وجاكوزي.
يبلغ ارتفاعه 207 متر (679 قدم). يطل الفندق على جزر النخيل ويقع بالقرب من شاطئ الجميرا.

## الجوائز
- حاز الفندق على جائزة فندق وورلد لاكجري لعام 2013.[9][10]
- حاز الفندق على الميدالية الفضية في حفل توزيع جوائز السفر لمنطقة الشرق الأوسط وشمال إفريقيا لعام 2013.[11]

## أنظر أيضًا
- قائمة أطول الفنادق في العالم
- قائمة المباني الشاهقة في دبي

## روابط خارجية
- http://www.tamanimarina.ae